# Nhật báo Viễn Đông
Nhật báo Viễn Đông (tiếng Anh: Vien Dong Daily News) là một trong ba tờ nhật báo tiếng Việt lớn nhất xuất bản bởi người Việt hải ngoại.
Thành lập vào năm 1993, trụ sở chính của tờ báo được đặt tại Sài Gòn Nhỏ thuộc Westminster, California. Thính đường của tờ báo, Phòng hội Viễn Đông, là một trong những nơi lưu giữ lâu đời nhất của cộng đồng và các sự kiện văn hóa của người Mỹ gốc Việt.